# Centro Cultural Florencio Sánchez
El Centro Cultural Florencio Sánchez es un teatro uruguayo, ubicado la calle Grecia 3281, Villa del Cerro, Montevideo.

## Historia

Teatro Florencio Sánchez

En 1913 comenzaron las obras para construir el entonces Teatro Apolo de Villa del Cerro, el cual sería inaugurado el 20 de marzo de 1915 con una función de zarzuela. En 1931 se comienza la sala teatral se adapta como sala de cine, exhibiendo por primera vez de  película rusa "La canción de la llama".
En los años sesenta, el teatro es adquirido por el Consejo Departamental de Montevideo y en 1963, la Junta Departamental de Montevideo decide designarlo con el nombre de Florencio Sánchez.
En 1993 la Intendencia de Montevideo inicia las obras de restauración del edificio, las cuales pretendían además de restaurar la edificación, reconvertirlo en un centro cultural de referencia. En diciembre de 1996 el ahora llamado Centro Cultural Florencio Sánchez fue inaugurado. La primera temporada de esta nueva etapa comenzó en 1997 sin interrupciones hasta la fecha.
En 2001 tomó la dirección Elder Silva, convirtiéndolo en un lugar de símbolo de identidad del barrio Villa del Cerro.

## Actividades
Por la sala del Teatro han pasado importantes figuras de la escena nacional como: Rubén Rada, Taco Larreta, Estela Medina, Pepe Vázquez, No te va Gustar, Buitres, Trosky, Daniel Viglietti, Agarrate Catalina, Graciela Figueroa, Eduardo Darnauchans, Abel Carlevaro, Fernando Cabrera, entre muchos otros. Los artistas locales han estado presentes en todas las programaciones del Centro Cultural, así como muchos artistas emergentes.
Desde febrero del 2009 integra la Red Nacional de Teatros del Uruguay, además de ser el impulsor e integrante del proyecto turístico "Cerro Cultural". También se realizan funciones diurnas para escolares en el programa denominado "Fuera del aula", y se brindan talleres gratuitos sobre las artes escénicas, con cursos sobre artes plásticas, acrobacia en telas, capoeira, danza, integración por la música y teatro.